# جورج غريغوري (كاتب)
جورج غريغوري (بالإنجليزية: George Gregory)‏  (و. 1754 – 1808 م) هو كاتب، وداعية، وعالم حشرات، وعالم عقيدة أيرلندي، ولد في جمهورية أيرلندا، توفي عن عمر يناهز 54 عاماً.

## مناصب
تولى منصب راعي (أبرشية)
- ملحق ديني

.

## التعليم
تعلم في جامعة إدنبرة
.